# Plowdiw
Plowdiw [ˈpɫɔvdif] (gebräuchliche Transliteration Plovdiv, bulgarisch Пловдив; türkisch Filibe; griechisch Φιλιππούπολη in älteren Publikationen auch im Deutschen: Philippopel) ist mit 347.851 Einwohnern die zweitgrößte Stadt Bulgariens. Sie liegt in der Thrakischen Ebene an beiden Ufern der Mariza unweit der Rhodopen. Die Stadt ist das Verwaltungszentrum der gleichnamigen Gemeinde und der Provinz sowie Sitz von zwei weiteren Gemeinden, Mariza und Rodopi. Des Weiteren hat die bulgarisch-orthodoxe Diözese von Plowdiw in Plowdiw ihren Sitz. Plowdiw war eine der Kulturhauptstädte Europas 2019.

## Geographie
Plowdiw liegt in der Oberthrakischen Tiefebene an beiden Ufern der Mariza am Fuße der Rhodopen. Es umfasst die folgenden sechs Hügel (Tepe, aus dem Türkischen): Nebet Tepé, Dschambas Tepé, Taksim Tepé (diese drei Hügel liegen im Zentrum, ursprünglich wurde die antike Stadt auf ihnen gebaut), Sachat Tepé, Dschendem Tepé und Bunardschik. Bis Mitte des 20. Jahrhunderts existierte noch ein weiterer Hügel, Markowo Tepé, der aber zerstört wurde. Die nächstgelegenen größeren Städte um Plowdiw sind (im Norden beginnend im Uhrzeigersinn): Karlowo (58 km), Stara Sagora (90 km), Burgas (270 km), Swilengrad (140 km) bzw. Assenowgrad (19 km), Smoljan, Pasardschik (37 km) und Sofia (143 km).

## Geschichte

### Historische Namen
Die Stadt trug in ihrer Geschichte folgende Namen: thrakisch Pulpudeva oder Eumolpia/Eumolpias; altgriechisch Φιλιππόπολις (Philippopolis)/Φιλιππούπολις (Philippoupolis) oder Philippopel nach dem Stadtgründer Philipp II.; lateinisch Trimontium, nach der Lage auf drei Hügeln; slawisch Pulden oder Pupulden; osmanisch Filibe.

### Stadtgeschichte

#### Prähistorische Zeit und Antike
Die ältesten Siedlungsspuren im heutigen Stadtgebiet stammen aus dem 5. Jahrtausend v. Chr.
Eine Siedlung des thrakischen Stammes der Bessi befand sich auf dem Hügel Nebet Tepe; ihr Name war Eumolpia oder Pulpudeva. Sie wurde 341 v. Chr. von Philipp II. von Makedonien, dem Vater Alexanders des Großen, erobert und unter dem Namen Philippopolis neu gegründet. Zu einem unbekannten Zeitpunkt geriet die Stadt dann wieder unter thrakische Herrschaft, ehe sie im Jahr 183 v. Chr. für kurze Zeit wieder unter die Kontrolle von Philipp V. kam. Danach wurde die Stadt wieder Residenzstadt thrakischer Könige.

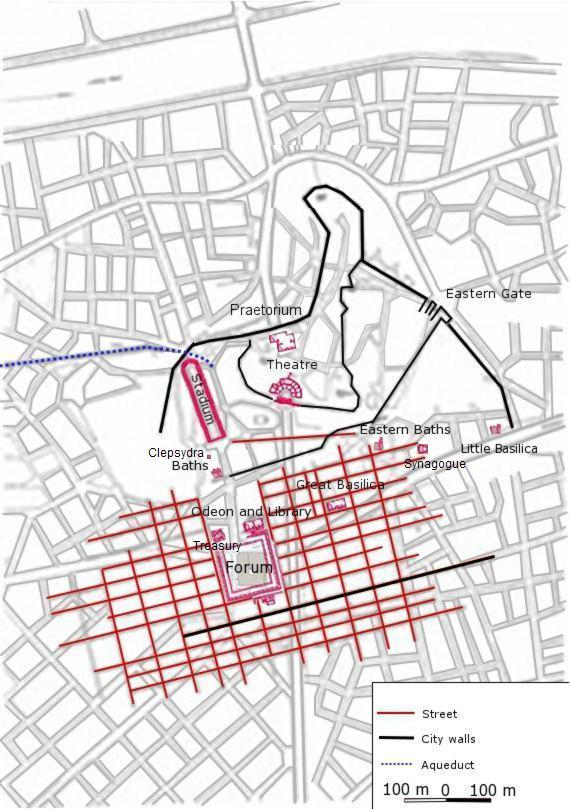
Plan des römischen Philippopolis

Im Zusammenhang mit dem 3. Mithridatischen Krieg wurde die Stadt 72 v. Chr. von den Römern erobert und in die Provinz Macedonia eingegliedert. Die Stadt hieß nunmehr auch Trimontium (Drei-Hügel-Stadt). 46 n. Chr. wurde sie unter Claudius Teil der Provinz Thracia. Eine strategische Bedeutung erlangte die Stadt mit ihrer Lage an der wichtigen Römerstraße Via Militaris, die über die Balkanhalbinsel nach Byzantion führte. Im 2. und 3. Jahrhundert war der Ort die Hauptstadt der Provinz Thracia. Dies stellte den Höhepunkt der wirtschaftlichen und kulturellen Entwicklung von Philippopolis dar. Die Römer bauten Straßen, öffentliche Gebäude, Tempel, ein Stadion und ein Theater. Die Stadtgrenze erstreckte sich nun über die drei Hügel hinaus.
Seit der Tetrarchie gehörte Philippopolis zum östlichen Teil des Imperiums. Am Ende des 4. Jahrhunderts n. Chr. begann die byzantinische Periode der Stadtgeschichte. Der römische Kaiser Justinian der Große erneuerte die Stadt vollständig. Seit dem 4. Jahrhundert war Philippopolis Bischofsstadt; in den 1980er Jahren und erneut ab 2016 werden die Ruinen der Basilika ausgegraben.

#### Mittelalter
Im 5. Jahrhundert besiedelten erstmals Slawen die Region, und die Stadt erhielt im 6. Jahrhundert den Namen Paldin, abgeleitet von dem thrakischen Namen Pulpudeva. Nach der Gründung des bulgarischen Staates im Jahr 681 nahm die Bedeutung der Stadt aufgrund ihrer Lage an der Grenze zwischen Byzanz und Bulgarien zu. Nach der Eroberung durch den Krum Khan im Jahr 812 gehörte die Stadt erstmals zu den bulgarischen Gebieten. Allerdings änderte sich die Zugehörigkeit in den folgenden Jahren mehrfach. Auch Simeon der Große (893–927), sein Nachfolger Peter (927–969) und Samuil (980–1014) eroberten den Ort mehrmals.
Nach der Gründung des zweiten Bulgarischen Reiches gehörte Thrakien insgesamt zum Bulgarischen Reich. Während der Regierung von Iwan Assen II. wurde Bulgarien zu einer Großmacht in Osteuropa. Während des Vierten Kreuzzuges im Jahr 1204 wurde das Gebiet durch die Kreuzritter erobert, die das damalige Paldin besetzten und an Rénier de Trith vergaben. Dabei war der Ort Ausgangspunkt von schweren Plünderungen in der Gegend. Ein Jahr später gelang es dem bulgarischen Zaren Kalojan nach der Schlacht von Adrianopel (1205), die Region zurückzuerobern.

#### Osmanische Zeit
1364 fiel Plowdiw unter osmanische Herrschaft und erhielt den Namen Filibe (abgeleitet vom griechischen Philippopolis). Die Stadt befand sich damit im Inneren des Osmanischen Reiches und verlor daher ihre strategische Bedeutung als Grenzstadt. Als Tor zum Orient entwickelte sie sich aber zu einem Handels- und Handwerkszentrum mit guten Verbindungen nach Konstantinopel und Thessaloniki einerseits sowie Wien und Leipzig andererseits. Da die Stadt keinerlei Bedrohung von außerhalb ausgesetzt war, wurden die Stadtmauern größtenteils abgerissen und neue Gebäude errichtet. Filibe entwickelte sich zu einer kosmopolitischen osmanischen Stadt. Die größten Bevölkerungsgruppen bildeten Bulgaren, Türken, Griechen, Armenier und Juden. Die Hügel wurden nicht mehr bebaut, aber um sie herum herrschte ein reges Handelsleben. Der damalige Markt zählte mehr als 1.100 Geschäfte. Seine Lage entspricht in etwa der der heutigen Einkaufszone.
Im 15. Jahrhundert tauchte erstmals der Name Plowdiw für die Stadt auf. Dieser lehnt sich wiederum an das frühere bulgarische Paldin (gelegentlich auch Puldin) an.

#### Plowdiw als Zentrum der Nationalen Wiedergeburt

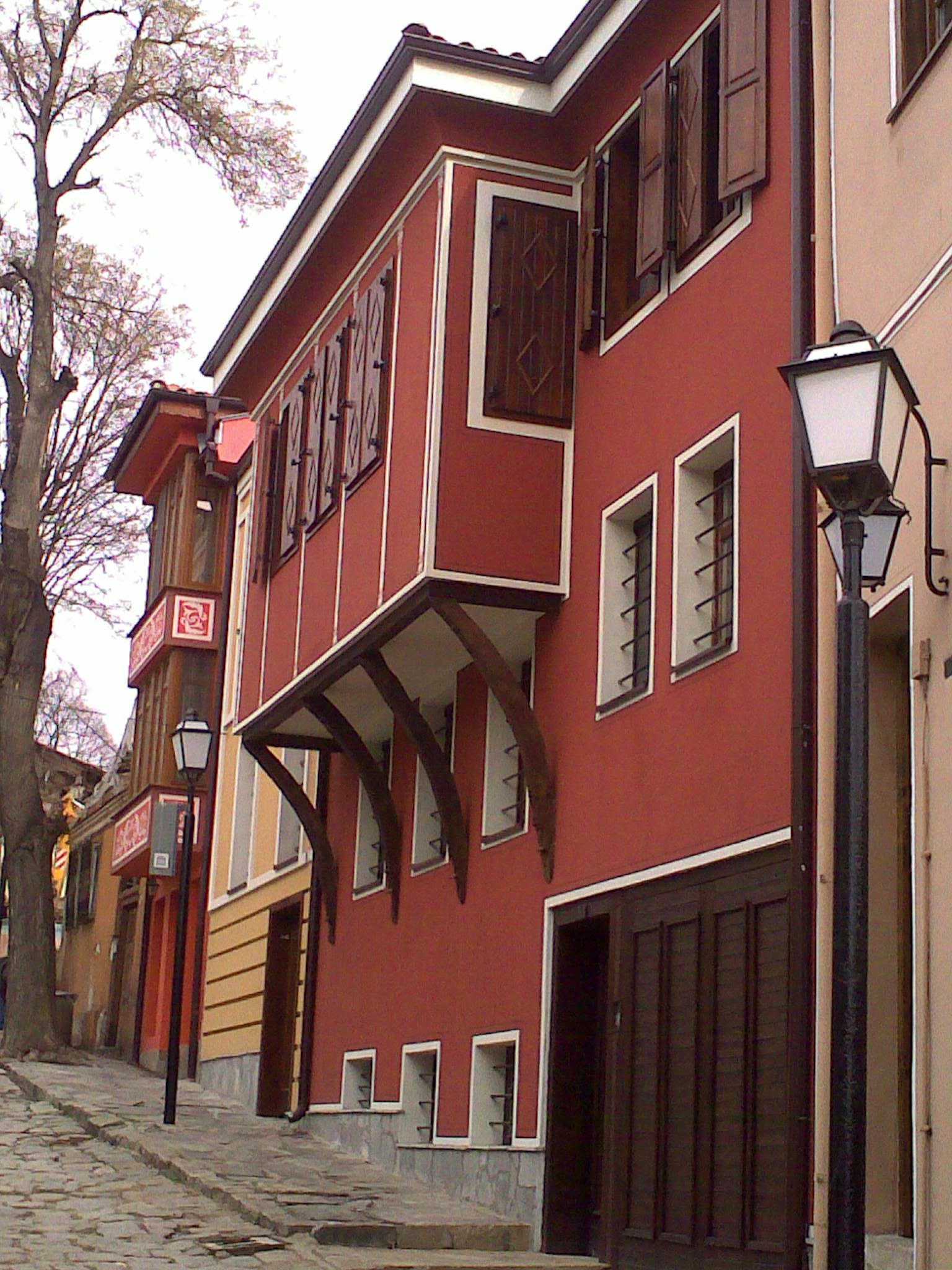
Straße in der Altstadt

Plowdiw wurde bis zum 19. Jahrhundert hinein zunehmend ein Zentrum der Nationalen Wiedergeburt. Es gab immer mehr wohlhabende Bulgaren, deren Bedeutung in der Gesellschaft zunahm. Durch ihre Handelsbeziehungen mit Russland und Europa waren diese Menschen offen gegenüber modernen politischen und kulturellen Einflüssen. In der ersten Hälfte des 19. Jahrhunderts stellte Plowdiw neben Istanbul, Thessaloniki und Edirne ein wichtiges Wirtschaftszentrum im europäischen Teil des osmanischen Reiches dar. Auf dem Landweg oder über den Fluss Mariza gelangten Waren bis zum Mittelmeer und von da aus in die ganze Welt. Im Jahr 1853 zählte die Stadt bereits 50.000 Einwohner. Die Plowdiwer Handwerker und Händler wurden immer wohlhabender und selbstbewusster, und die Bewohner strebten an, ihre Häuser immer prächtiger zu bauen.
Als Zentrum der Bulgarischen Aufklärung hatte Plowdiw eine führende Rolle im Kampf für eine unabhängige Bulgarische Kirche und gegen die Phanarioten. Am 25. Dezember 1859 wurde in der Mariä-Himmelfahrt-Kirche (bulgarisch Sweta Bogorodiza) die gesamte Weihnachtsliturgie vom Metropoliten Paisij von Plowdiw in bulgarischer Sprache gehalten, was damit in ganz Bulgarien zum ersten Mal geschah. Am 12. März 1860 verkündeten Paisij, die Bürger und Priester aus Plowdiw und dem Umland offiziell in einer Messe die Trennung vom griechisch dominierten Ökumenischen Patriarchat und den Wunsch nach Selbstständigkeit. Es wurde ein Kirchenrat gegründet, der diesen Kampf vorantreiben sollte sowie eine Delegation mit der Aufgabe sich vor der osmanischen Regierung für eine unabhängige Kirche einzusetzen nach Konstantinopel gesandt. 1870 wurde diese Unabhängigkeit tatsächlich vom osmanischen Sultan Abdülaziz gewährt (siehe Ferman zur Errichtung des Bulgarischen Exarchats), und dadurch auch indirekt die bulgarische Nation als solche bestätigt. Vorher wurden die Bulgaren im Osmanischen Reich nur allgemein als Christen des Orthodoxen Mittets bezeichnet.
Plowdiw spielte auch in der bulgarischen Bildung eine Vorreiterrolle. 1839 wurde in der Stadt eine der ersten bulgarischen Schulen errichtet. Die 1850 eröffnete die Klassenschule Kyrill und Method, die 1868 zu ein Realgymnasium anwuchs und die Grundlagen für eine moderne, weltliche Bildung der Bulgaren innerhalb des Osmanischen Reiches schuf. Am 11. Mai 1851 wurde dort zum ersten Mal das Fest der Slawenapostel und Patrone Europas Kyrill und Method gefeiert, ein Fest, das bis heute die Nationalfeier der kyrillischen Schrift und der bulgarischen Kultur darstellt.
Hier entstanden der erste bulgarische Verlag und 1878 auf Wunsch Fürst Alexander Michailowitsch Dondukow-Korsakow die erste, von Christo Gruew Danow und Josif Kowatschew eröffnete, bulgarische Druckerei, die 1874 in Wien gegründet worden war und ein Jahr später auch in Sofia einen Standort betrieb.

#### Entwicklung seit dem 19. Jahrhundert

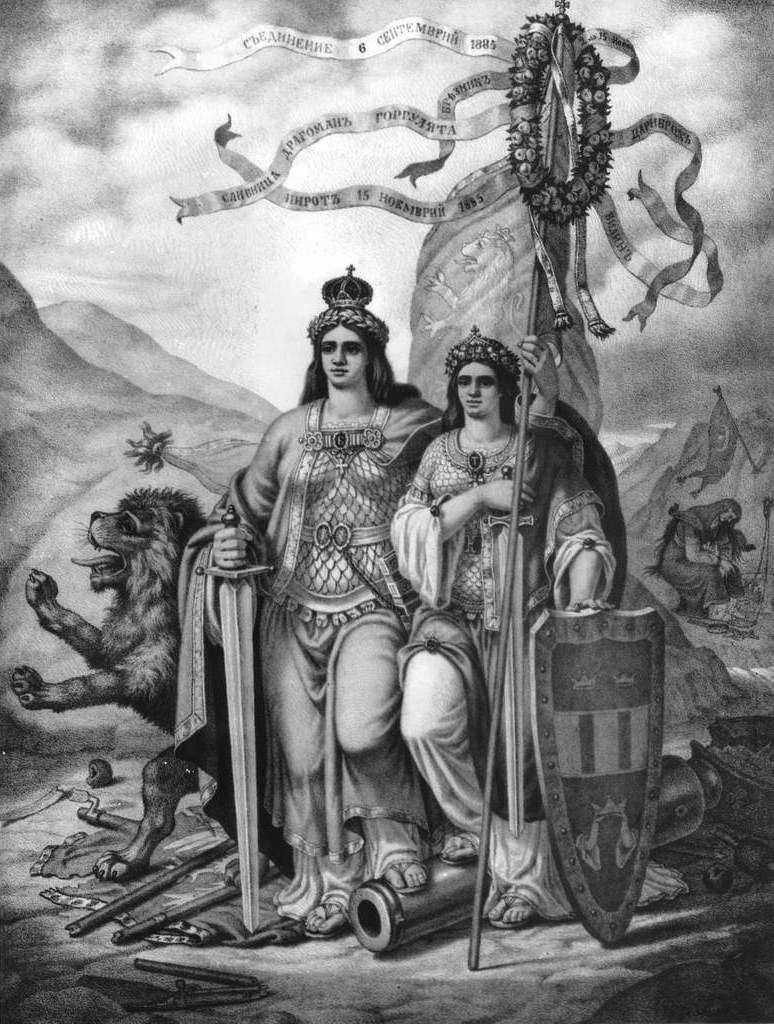
Kupferstich Vereinigtes Bulgarien, 1886

1877 begann der russisch-türkische Krieg. Nach der Einnahme Sofias marschierten russische Truppen unter der Leitung von General Gurko nach Plowdiw. Am Abend des 16. Januar 1878 durchschwamm Kapitän Burago mit seinem Eskadron den Fluss Mariza und vertrieb im Januar 1878 die Osmanen aus der Stadt. Der Friedensvertrag von San Stefano führte zur Gründung des modernen Bulgarischen Staates. Plowdiw – als damals größte und reichste Stadt Bulgariens – wurde zur Hauptstadt und Sitz der zeitweiligen russischen Regierung, die von Alexander Michailowitsch Dondukow-Korsakow geleitet wurde. Doch waren die Großmächte – allen voran das Vereinigte Königreich und Österreich-Ungarn – mit dieser Situation nicht einverstanden, da sie einen wachsenden Einfluss Russlands befürchteten. Es folgte der Vertrag von Berlin, der Bulgarien zweiteilte. Plowdiw verblieb in Ostrumelien, das den Osmanen als Vasallen-Provinz untergeordnet war, während Sofia Hauptstadt des verbleibenden Bulgariens wurde. Viele Flüchtlinge aus dem Ägäischen Raum und Mazedonien siedelten sich nun in Ostrumelien an. Es gab aber starke innere Kräfte, die sich für ein einheitliches bulgarisches Reich einsetzten. Am 6. September 1885 verkündeten bulgarische Aufständische in Plowdiw die Vereinigung des Fürstentums Bulgarien mit Ostrumelien. Seitdem gilt dieses Datum als der Tag der Wiedervereinigung. Zum Gedenken an diese Ereignisse wurde in Plowdiw der zentrale Platz in Saedinenie (deutsch Wiedervereinigung) umbenannt. Die an ihm vorbeiführende Hauptstraße erhielt den Namen Bouldevard des 6. September.

#### Im 20. und 21. Jahrhundert
Plowdiw war seit den 1960er Jahren bis zum Ende der Volksrepublik Bulgarien eine internationale Messestadt. Die sozialistischen Staaten und viele Aussteller aus dem „nichtsozialistischen Wirtschaftsgebiet“ präsentierten hier im Rahmen des Rates für gegenseitige Wirtschaftshilfe ihre Produkte und schlossen Verträge mit Ausstellern und Besuchern ab. In diesem Zusammenhang entwickelte sich eine starke kulturelle Bindung der Staaten untereinander.
Im Jahr 1981 fand in Plowdiw die Jagdausstellung „Exposition Cynegetique Mondiale Bulgarie“ statt, 1985 und 1991 die „World Exhibition of achievement of the young inventors“.
Seit 2002 ist Plowdiw in der Antarktis Namensgeber für den Plovdiv Peak, einen Berg auf der Livingston-Insel, seit 2011 über ihren thrakischen Vorläufer auch für den Pulpudeva-Gletscher im Ellsworthland.
2012 richtete Plowdiw die Ruder-Weltmeisterschaften aus.
Plowdiw war einer der Austragungsorte der 2015 in Bulgarien stattfindenden U-17-Fußball-Europameisterschaft.
2019 waren Plowdiw und Matera (Italien) europäische Kulturhauptstädte.

## Bevölkerung

### Bevölkerungsstruktur
Im Frühjahr 2011 fand die bisher letzte Volkszählung statt, die gleichzeitig die erste nach der Aufnahme Bulgariens in die Europäische Union war. Da sie EU-Vorgaben unterlag, gab es die Möglichkeit, Fragen nach ethnischer und religiöser Zugehörigkeit sowie nach der Muttersprache nicht zu beantworten. 308.866 Bürger Plovdivs beantworteten die Frage nach der ethnischen Zugehörigkeit. Von ihnen bezeichneten sich 277.804 als Bulgaren, 16.032 als Türken, 9438 als Roma, und 3105 Personen gaben eine weitere ethnische Zugehörigkeit an.

### Einwohnerentwicklung
Die wechselnden Einwohnerzahlen resultieren teilweise auch aus dem jeweiligen Gebietsstand.
| Jahr   | Einwohner |
| ------ | --------- |
| 1880 ¹ | 24.053    |
| 1887 ¹ | 33.032    |
| 1900 ¹ | 43.033    |
| 1910 ¹ | 47.981    |
| 1934 ¹ | 101.265   |

| Jahr   | Einwohner |
| ------ | --------- |
| 1939 ² | 105.643   |
| 1946 ¹ | 128.589   |
| 1956 ¹ | 164.853   |
| 1965 ¹ | 229.043   |
| 1975 ¹ | 299.638   |

| Jahr   | Einwohner |
| ------ | --------- |
| 1985 ¹ | 342.050   |
| 1992 ¹ | 341.058   |
| 1996 ³ | 340.538   |
| 2001 ¹ | 338.224   |
| 2004 ³ | 341.464   |

| Jahr   | Einwohner |
| ------ | --------- |
| 2007 ³ | 345.249   |
| 2009 ³ | 348.465   |
| 2011 ¹ | 338.153   |
| 2012 ³ | 334.733   |

Die Zahlen stammen von:
- Volkszählungen (¹),
- Schätzungen (²) oder
- amtlichen Fortschreibungen der Statistischen Ämter (³).

## Politik

### Oberbürgermeister seit 2007

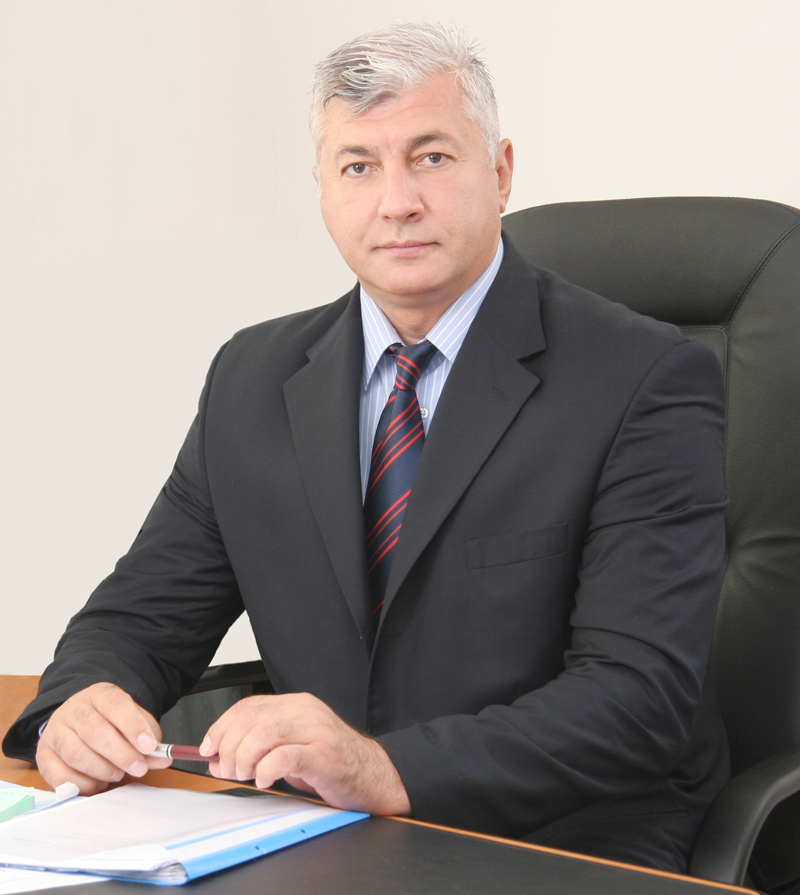
Sdrawko Dimitrow, Oberbürgermeister seit 2019

Die Bürgermeisterwahlen im Jahr 2007 wurden von Slawtscho Atanassow, Kandidat der VMRO-BND, im ersten Wahlgang mit 53,65 Prozent der Stimmen (59.143 Stimmen) gewonnen. Ihm gelang allerdings nicht die Wiederwahl im Oktober 2011, als er Iwan Totew, dem Kandidaten der GERB-Partei, knapp im zweiten Wahlgang mit 49,16 Prozent der Stimmen (68.533 Stimmen) unterlag. Der siegreiche Totew erhielt 70.871 Wahlstimmen.
Seit 2019 ist Sdrawko Dimitrow Oberbürgermeister.

### Stadtrat
Der Stadtrat von Plowdiw besteht aus dem Oberbürgermeister und der von der Gemeindeordnung vorgeschriebenen Anzahl von 51 Stadtratsmitgliedern. Der Stadtrat fungiert gleichzeitig als Gemeinderat und ist für die Kontrolle aller Bürgermeister der Gemeindeortschaften zuständig. Alle vier Jahre wird der Stadtrat neu gewählt.

### Überregionale Verwaltung
Plowdiw ist Sitz der drei Gemeinden Plowdiw (mit allen Bezirken der Stadt), Mariza und Rodopi. Die Gemeinden Mariza und Rodopi liegen außerhalb der Stadt und haben ihren Verwaltungssitz in Plowdiw.

### Städtepartnerschaften
Nach eigenen Angaben unterhält Plowdiw mit folgenden 29 Städten Städtepartnerschaften:
| Stadt                 | Land                |
| --------------------- | ------------------- |
| Brno                  | Tschechien          |
| Bursa                 | Türkei              |
| Changchun (seit 2009) | Volksrepublik China |
| Columbia              | Vereinigte Staaten  |
| Daegu (seit 2002)     | Südkorea            |
| Donezk                | Ukraine             |
| Dschidda              | Saudi-Arabien       |
| Gjumri                | Armenien            |
| Istanbul              | Türkei              |
| Iwanowo               | Russland            |
| Jekaterinburg         | Russland            |
| Kastoria              | Griechenland        |
| Košice                | Slowakei            |
| Kumanovo              | Nordmazedonien      |
| Kutaissi              | Georgien            |
| Leipzig               | Deutschland         |
| Leskovac              | Serbien             |
| Luoyang               | Volksrepublik China |
| Lwiw (seit 2016)      | Ukraine             |
| Ohrid                 | Nordmazedonien      |
| Okayama               | Japan               |
| Petra                 | Jordanien           |
| Posen                 | Polen               |
| Rom                   | Italien             |
| Samarqand             | Usbekistan          |
| Sankt Petersburg      | Russland            |
| Shenzhen              | Volksrepublik China |
| Thessaloniki          | Griechenland        |
| Valencia              | Venezuela           |

### Vertretungen und Konsulate
Im Ort gibt es je ein deutsches, ein griechisches und ein türkisches Konsulat.

## Wirtschaft und Infrastruktur

### Grundlegendes
Die Region Plowdiw ist nach Sofia der wichtigste Industriestandort in Bulgarien. In der Stadt und ihrer Umgebung sind zahlreiche Betriebe der Nahrungs- und Genussmittelindustrie, der Konsumgüterindustrie, der Buntmetallurgie und der Textilindustrie ansässig. Die Internationale Messe Plowdiw ist seit vielen Jahren ein bedeutender Wirtschaftsfaktor. Sie richtet die Landwirtschaftsmesse, Weinmesse, Motorradschau, Ausstellung Natur, Jagd und Fischfang sowie Blumenmesse aus. Als wichtige Industrieunternehmen bestehen im Vorort Radinovo zwei große Fabriken der Firma Liebherr (für Kühl-/Gefrierschränke und für die Ausstattung von Schienenfahrzeugen). Im Süden der Stadt liegt die Blei- und Zinkhütte „KCM“. In den Jahren 2010/2011 errichtete eine Tochter des österreichischen EVN-Konzerns neben der Übernahme des veralteten Kraftwerkes, das schrittweise stillgelegt wird, ein neues zur Strom- und Fernwärmeversorgung.
In der Nähe der Stadt wurde 2021 mit dem Bau eines neuen Werkes für Elektrofahrräder (Pedelecs) begonnen. Hier sollen ab 2024 jährlich mehr als 300.000 Fahrräder hergestellt werden. Insgesamt kostet der Bau 60 Mio. Euro und soll um die 1.000 neue Arbeitsplätze für die Region bieten.

In der Stadt selbst, an der Straße nach Assenowgrad, wird von einer türkischen Firma ein neuer, 12.000 m ² großer Standort zur Herstellung von Scheinwerfern für Neufahrzeuge gebaut. Dafür wurden 10 Millionen investiert. Davon gehen 4 Millionen Euro zum Erwerb der nötigen Maschinen. Es ist das zweite Werk des Herstellers; das schon bestehende liegt ebenfalls bei Plowdiw. Insgesamt sollen bis 2023 40 Millionen Euro im ganzen Land investiert werden.

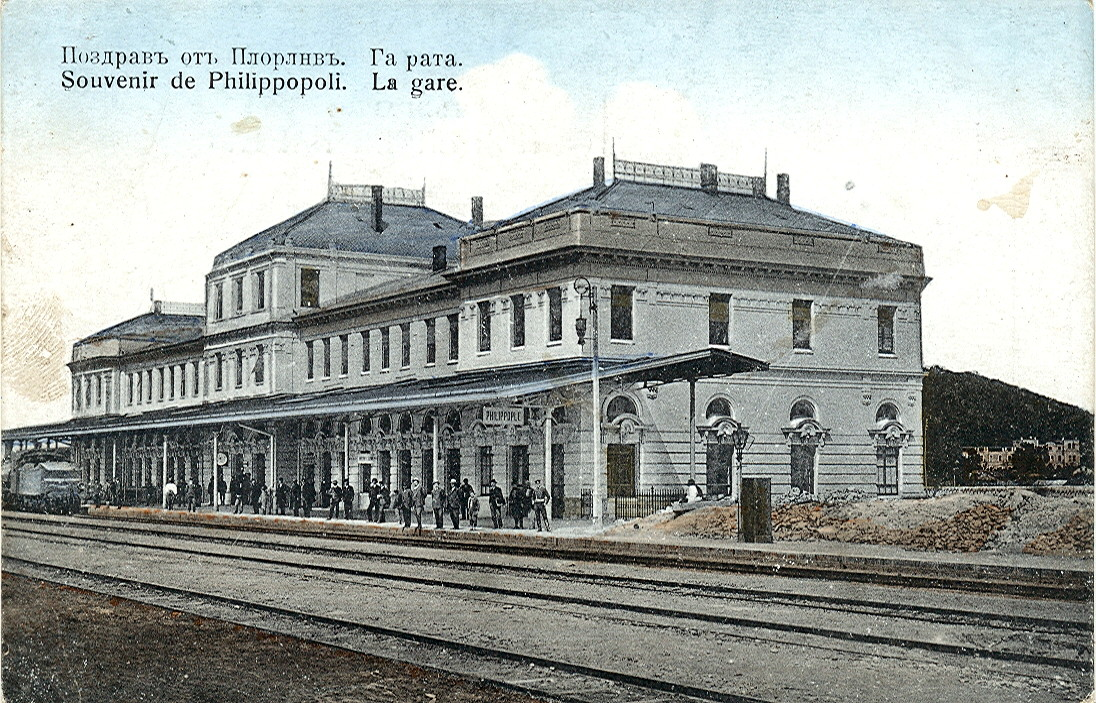
Das Bahnhofsgebäude wurde von Mimar Kemaleddin entworfen
(Postkarte von 1916)

### Verkehr

#### Straßenverkehr und öffentlicher Personennahverkehr
Plowdiw ist einer der wichtigsten Verkehrsknotenpunkte Bulgariens. Die Autobahn Awtomagistrala Trakija verbindet die Stadt mit den wichtigen Handels- und Touristenzentren. Die Innenstadt ist durch ein feinmaschiges Busliniennetz erschlossen. Zwei Busbahnhöfe sind Ausgangspunkte für Verbindungen in alle anderen bulgarischen Großstädte.

#### Luftverkehr
Der internationale Flughafen, der rund 13 km vom Stadtzentrum entfernt liegt und schlecht an den öffentlichen Personennahverkehr angebunden ist, wird seit Dezember 2010 von der Billigfluggesellschaft Ryanair angeflogen. Ryanair betreibt auch die Fluglinie Plowdiw-London. Außerdem wird der Flughafen Plowdiw als Reserveflughafen von Sofia als auch für Charter- sowie Privatflüge genutzt.
Auf dem südwestlichen Teil des Flughafengeländes befindet sich das bulgarische Luftfahrtmuseum und die 24. Helicopter Air Base (Krumovo Air Base) der bulgarischen Luftstreitkräfte. Mit dem Luftwaffenstützpunkt Graf Ignatiewo befindet sich 15 km nördlich Plovdivs ein weiterer Militärflugplatz.

#### Schienenverkehr
Ende der 1870er Jahre wurde Plowdiw an die Linie des Orient-Express zwischen Istanbul und Sofia angeschlossen. Später wurde eine Stichlinie nach Burgas gebaut. 1934 wurden weitere Nebenbahnzweigstrecken nach Karlowo und Panagjurischte eingeweiht.

### Medien
Im Ort erscheint die regionale Plowdiwer Tageszeitung Mariza.
Seit 1955 sendet Radio Plowdiw, ein öffentlich-rechtlicher Sender, der zum Nationalen Bulgarischen Hörfunk gehört. Sein Schwerpunkt liegt auf der Berichterstattung. Die öffentlich-rechtlichen Sender, die in Plowdiw auf den UKW-Frequenzen empfangen werden, sind: Hristo Botev (91,70 MHz, 92,20 MHz), Radio Plowdiw / Horizont (94,00 MHz), Horizont (100,90 MHz).
Der erste private Radiosender in der Stadt war Kanal Kom, der seine erste Sendung im Jahr 1990 ausgestrahlt hat. Dies geschah allerdings ohne Lizenz. Deshalb konnte er erst 1992 offiziell seine Arbeit fortsetzen. Kurz danach entstanden weitere zahlreiche private Radiosender. Am 22. März 1971 wurde in Plowdiw eine Abteilung des Nationalen Bulgarischen Rundfunks eingerichtet. Anfänglich war sie nur für Nachrichtenproduktion für die zentralen Nachrichten (Po sveta i u nas) zuständig. 1974 wurde zum ersten Mal aus dem Studio-Plowdiw live gesendet. Seit 1998 gibt es einen zusätzlichen Fernsehkanal Plowdiw, von dem täglich zwischen 18:00 und 22:00 Uhr ein Regionalprogramm ausgestrahlt wird.

### Bildung
Anfang des 19. Jahrhunderts hielten moderne Bildungsinstitutionen in Plowdiw Einzug. Dabei wetteiferten die griechischen und bulgarischen Gemeinschaften um die kulturelle Vorherrschaft. 1820 wurde die erste griechische Schule eröffnet.

### Universitäten und Hochschulen
- Universität Plowdiw Paisii Chilendarski
- Medizinische Universität Plowdiw
- Landwirtschaftliche Universität Plowdiw
- Universität für Nahrungsmittel-Technologie
- Akademie für Musik und Tanz (1972)

## Kultur und Sehenswürdigkeiten

### Museen und Theater

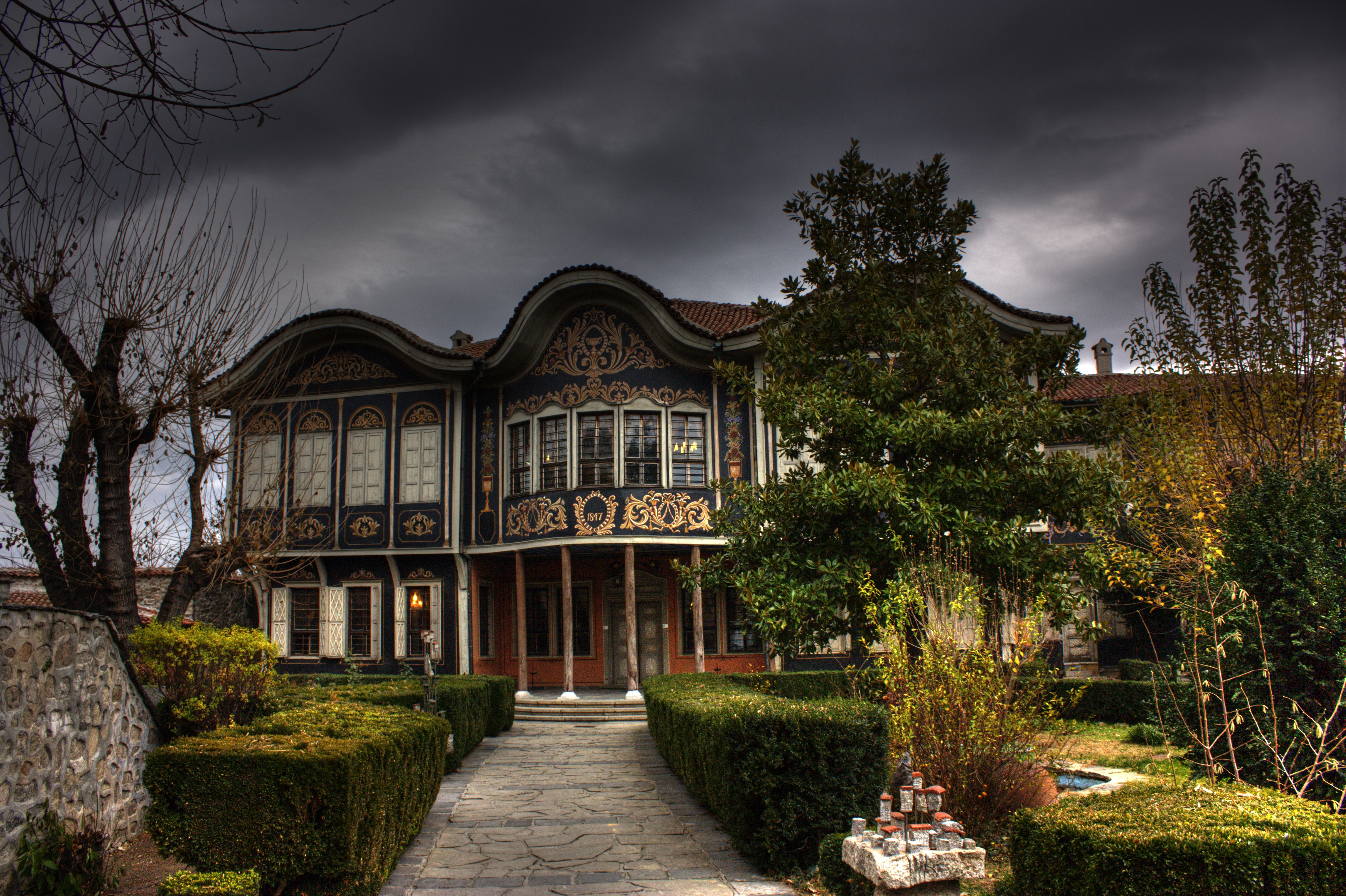
Das Haus von Argir Kujumdshioglu aus dem Jahr 1847 ist ein Beispiel für die Architektur der Ära der Nationalen Wiedergeburt. Heute ist hier das Ethnographische Museum untergebracht.

- Archäologisches Museum, besonders herausragendes Exponat ist der Goldschatz von Panagjurischte
- Historisches Museum
- Naturwissenschaftliches Museum (Christo-G.-Danov-Str. 34)
- Ethnographisches Museum (Altstadt, Dr-Stoian-Chomakov-Str. 2)
- Bulgarisches Luftfahrtmuseum
- Opernhaus (1953)[26]
- Philharmonie (1946)
- Dramatisches Theater, Nachfolger des ersten professionellen Theaters von 1881
- Puppentheater (1946)[26]

### Regelmäßige Veranstaltungen
Hierzu gehören die Plowdiw-Messen mit ihren thematischen Ausstellungen. Nennenswert sind außerdem das internationale Festival der Opernkunst (seit 1985) und das Fernsehfilmfestival Goldene Truhe. Das Opernkunstfestival bietet im Amphitheater in der Altstadt vor allem Verdi-Aufführungen und Konzerte namhafter Orchester. Das Filmfestival unter der Schirmherrschaft des staatlichen Fernsehens macht neue bulgarische Filme und ihre Regisseure und Schauspieler einem breiten Publikum bekannt.

### Bauwerke

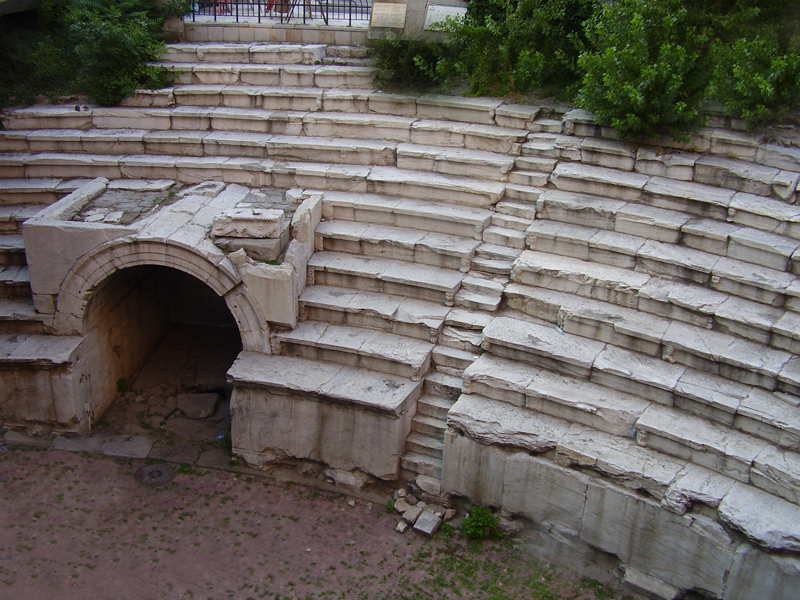
Römisches Stadion
Das römische Stadion liegt unterhalb einer der Einkaufsstraßen der Stadt, nur wenige Meter von der Moschee entfernt.
Es wurde zwischen den Hügeln von Sachat Tepé und Teksim Tepé gebaut. Das Stadion hat eine Hufeisenform, eine Länge von 180 Metern und bemerkenswerte 30.000 Zuschauerplätze. Die Historiker vermuten, dass die hier ausgetragenen Spiele in die Zeit des Kaisers Septimius Severus (146–211 n. Chr.) fallen. Die Wettbewerbe wurden nach dem Modell der griechischen Olympischen Spiele ausgetragen. Die wichtigsten Sportarten waren Diskus- und Speerwurf, Laufen, Weitsprung, Ringkampf. Die Spiele fanden alle vier Jahre statt und dauerten mehrere Tage. Das Stadion ist teilweise freigelegt und von der Fußgängerzone aus einsehbar. Die nicht mehr erhaltenen Teile sind durch eine 3D-Animation zu sehen.
Antikes Theater

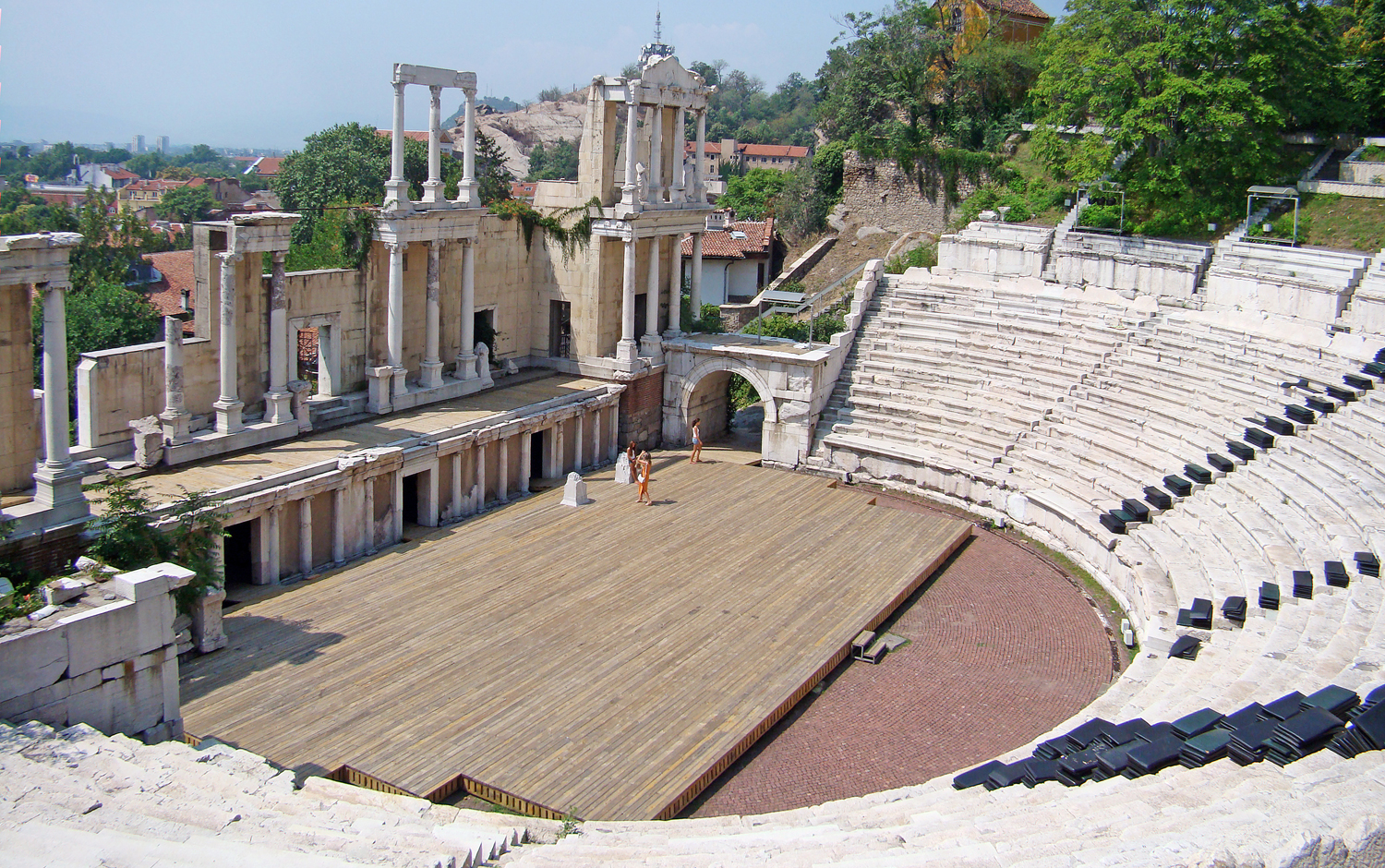
Das römische Theater in Plowdiw

Das antike Theater ist einer der beeindruckendsten Bauten aus römischer Zeit. Das zufällig bei Bauarbeiten entdeckte Theater wurde zehn Jahre lang freigelegt. Dabei musste eine 15 Meter dicke Erdschicht entfernt werden. Die 7.000 Zuschauerplätze sind auf zwei Ränge mit jeweils 14 Reihen verteilt. Auf die Bänke eines jeden Sitzplatzbereiches wurden die Namen der Stadtteile geritzt, so dass jeder Besucher entsprechend seinem jeweiligen Wohnsitz Platz nehmen konnte.
Archäologischer Park Nebet tepe
Die hier ausgegrabenen thrakischen Siedlungsreste stellen eine besondere Sehenswürdigkeit dar.
Häuser in der Altstadt

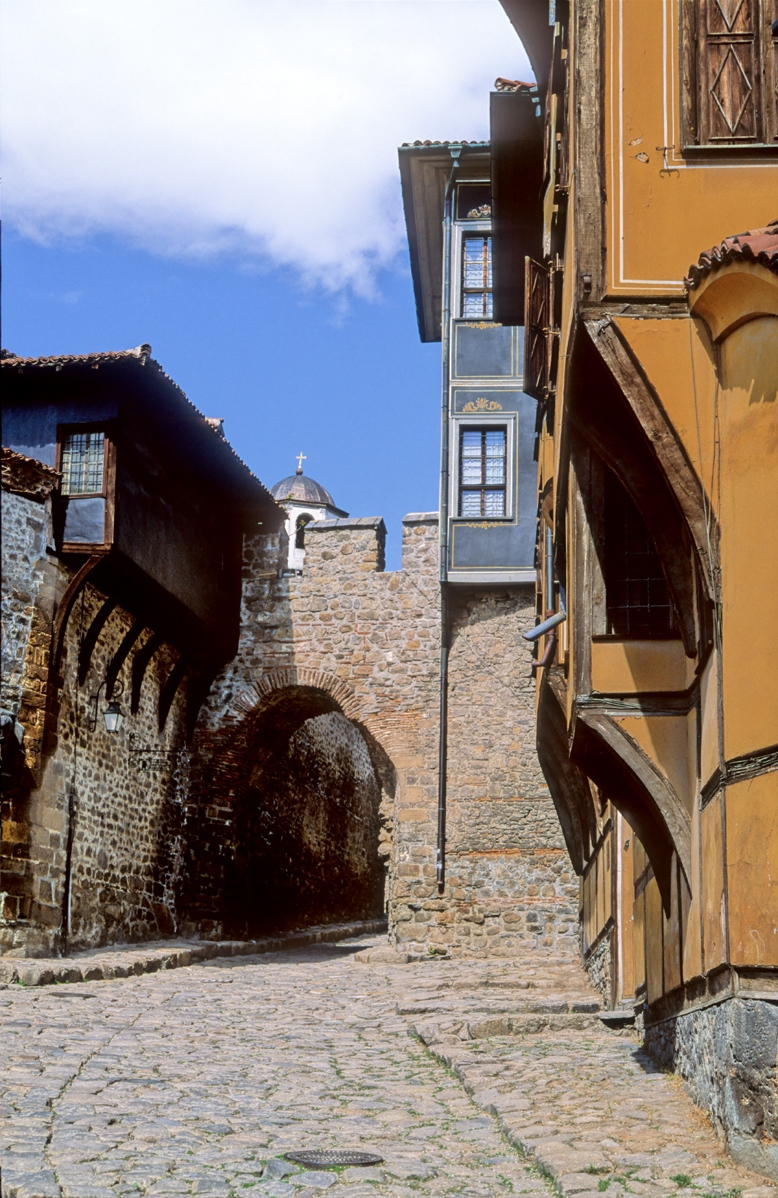
Häuser des 19. Jahrhunderts in der Altstadt. In der Mitte das Stadttor Hisar Kapija.

Die Häuser im historischen Stadtzentrum stammen größtenteils aus der Ära der Nationalen Wiedergeburt. Die wenigen wirklich im Original erhaltenen Gebäude geben eine gute Vorstellung der bulgarischen Baukunst und sind Baudenkmäler. Sie besitzen eine charakteristische Fassade, sind innen reich verziert und geben mit ihrer Behaglichkeit den damaligen Familiengeist wieder. Dabei werden zwei Typen von Häusern unterschieden.
Der erste Typ stammt aus der Zeit des frühen türkischen Feudalismus. Dieser stellt ein zweistöckiges, selten ein einstöckiges, asymmetrisches Haus dar, das stellvertretend für die bulgarischen Dörfer im Hochland steht. Die erste Etage ragt über dem Erdgeschoss zur Straße heraus, nur selten zum Garten, und wird von Holzbalken gestützt. Das Haus verfügt meistens über 2–3 Zimmer, die auf die beiden Etagen verteilt sind. Der zweite Haustyp entstand zu Beginn des 19. Jahrhunderts und ist als symmetrisches Haus bekannt. Außerdem ist dieser Haustyp stabiler konstruiert, besitzt eine reichhaltigere Architektur mit Verzierungen. Immer wiederkehrende Elemente sind der Salon im Erdgeschoss und die Treppe, die zu einem breiten Gästezimmer und in die übrigen Zimmer führt. Im Inneren dieser Häuser gibt es Holzverzierungen, die romantische spitzen- oder blumenähnliche Formen darstellen. Typische für die Atmosphäre der Altstadt sind die engen Gassen.
Maßgebend bei ihrem Bau war die Vorgabe, dass zwei Pferde mit Reitern oder zwei beladene Maultiere aneinander vorbeilaufen können. Auch Reste der alten Stadtbefestigung gehören zu den sehenswerten Bauwerken, zum Beispiel das Stadttor Hisar Kapija.

### Sakrale Bauten
Hierzu gehört die orthodoxe Sweta-Marina-Kirche mit Wandmalereien und Goldornamenten, die einen einmaligen Glockenturm und eine schöne holzgeschnitzte Altarwand aufweist. Ebenso zählt die orthodoxe Sweti-Konstantin-i-Elena-Kirche mit wertvollen Ikonen, von denen einige der Ikonenmaler Sachari Sograf schuf, dazu.
Bemerkenswert sind außerdem verschiedene islamische Gotteshäuser wie die Alte Moschee mit byzantinischem Mauerwerk, die Taschkjoprju-Moschee oder die Dschumaja-Moschee aus dem 15. bis 17. Jahrhundert.
Ein britischer Militärfriedhof ist Teil des Zentralen Friedhofes von Plowdiw.
Die heute noch genutzte Synagoge wurde 1886/87 erbaut.

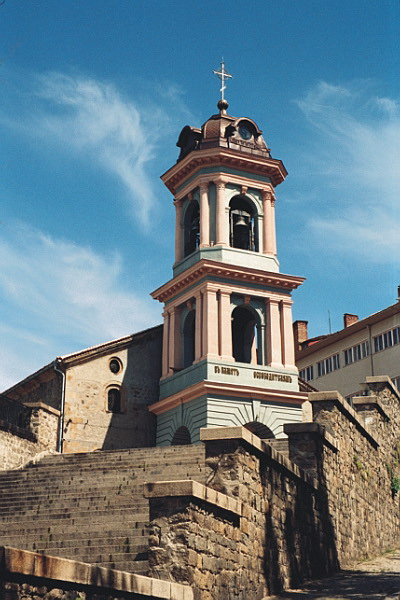
Die Kirche Sweta Bogorodiza
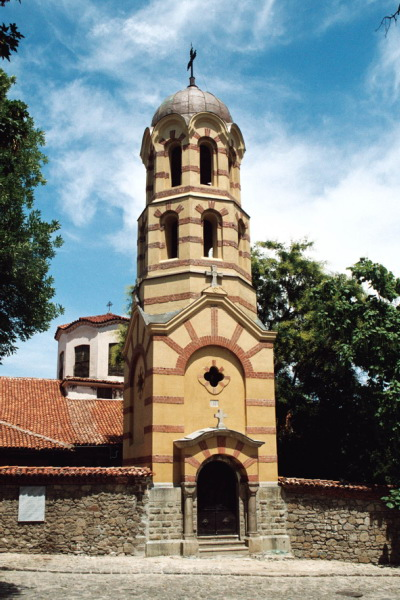
Die Kirche Sweta Nedelja
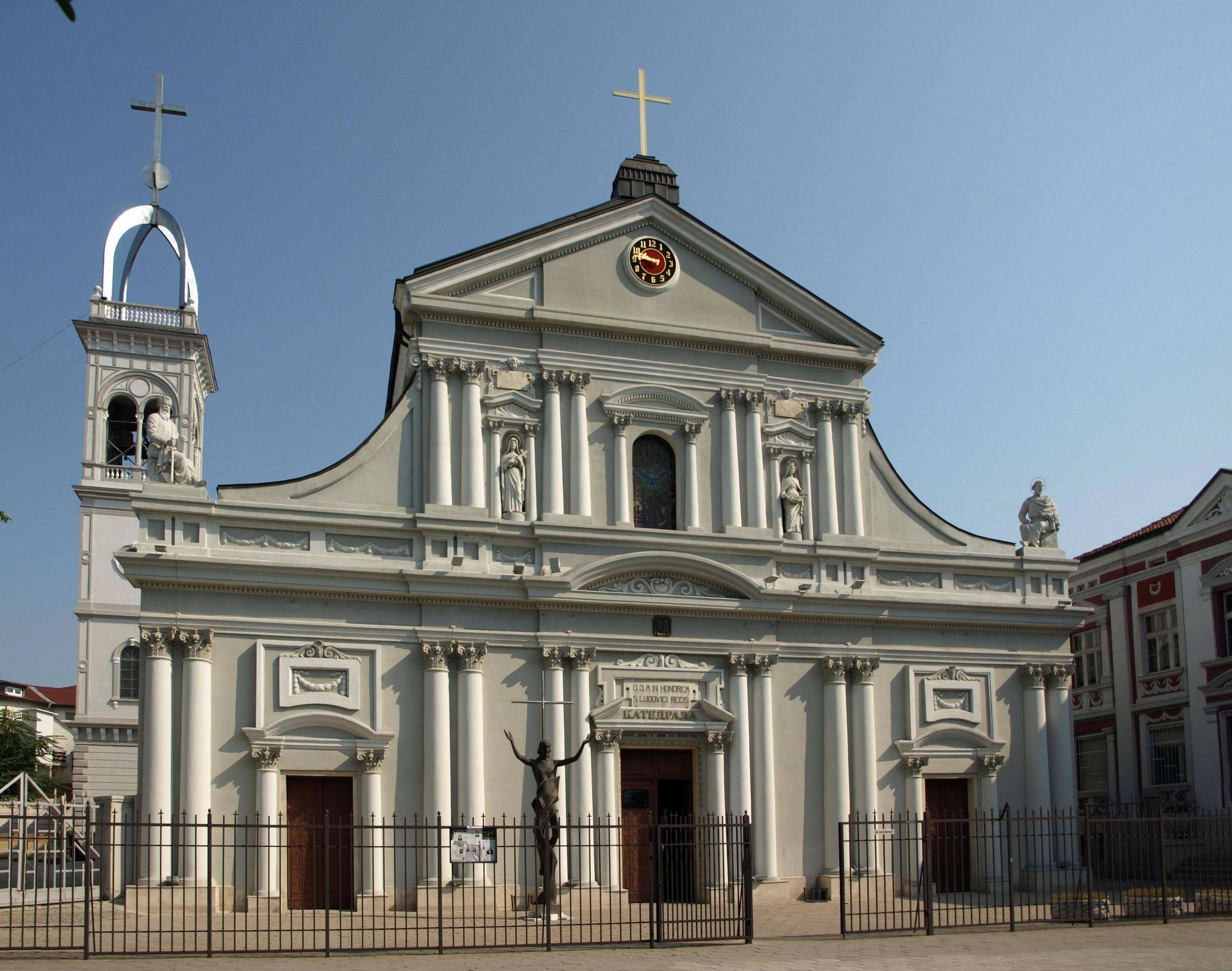
Die katholische Kirche Hl. Ludwig.
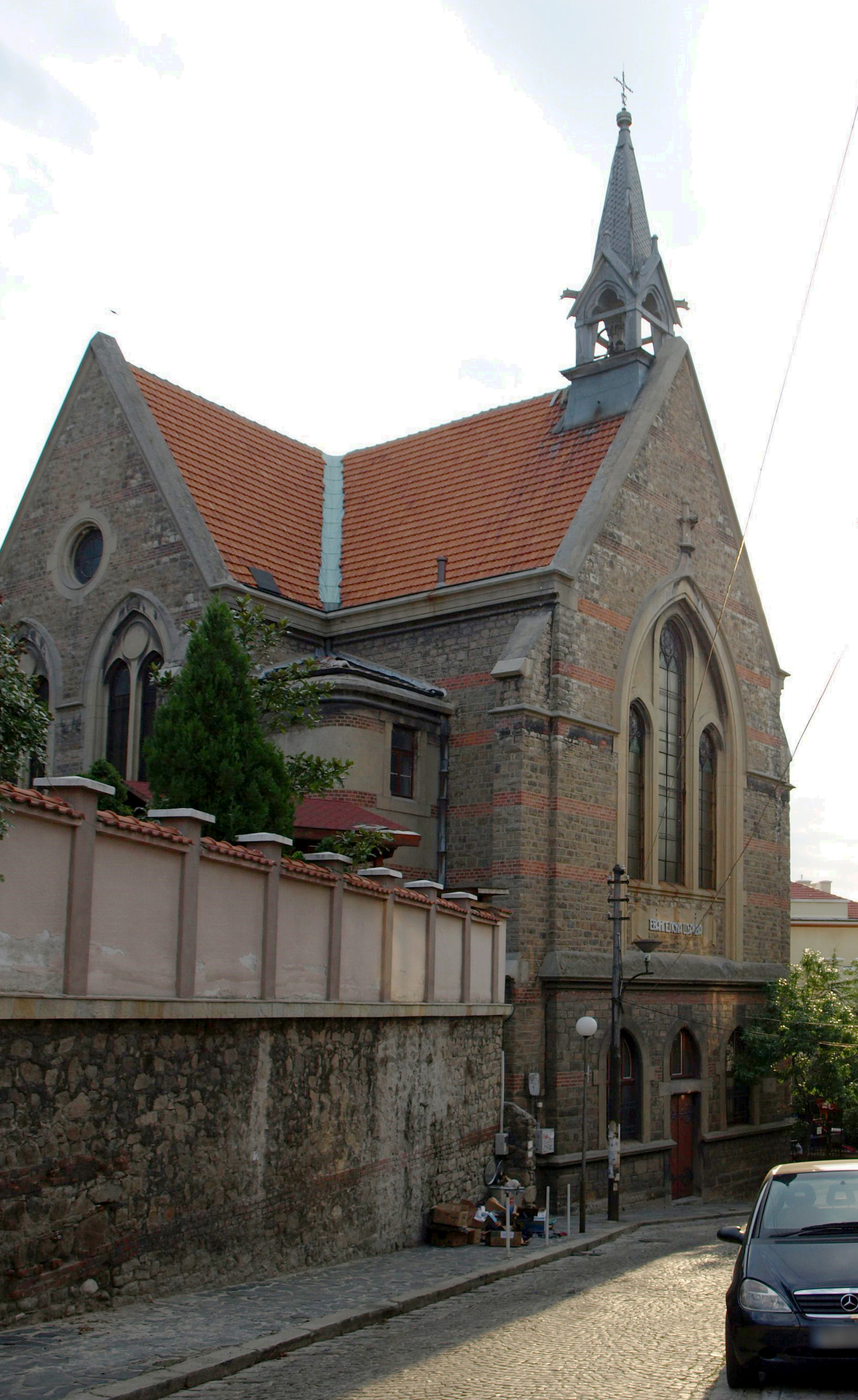
Die evangelische Kirche, erbaut von Georgi Fingow
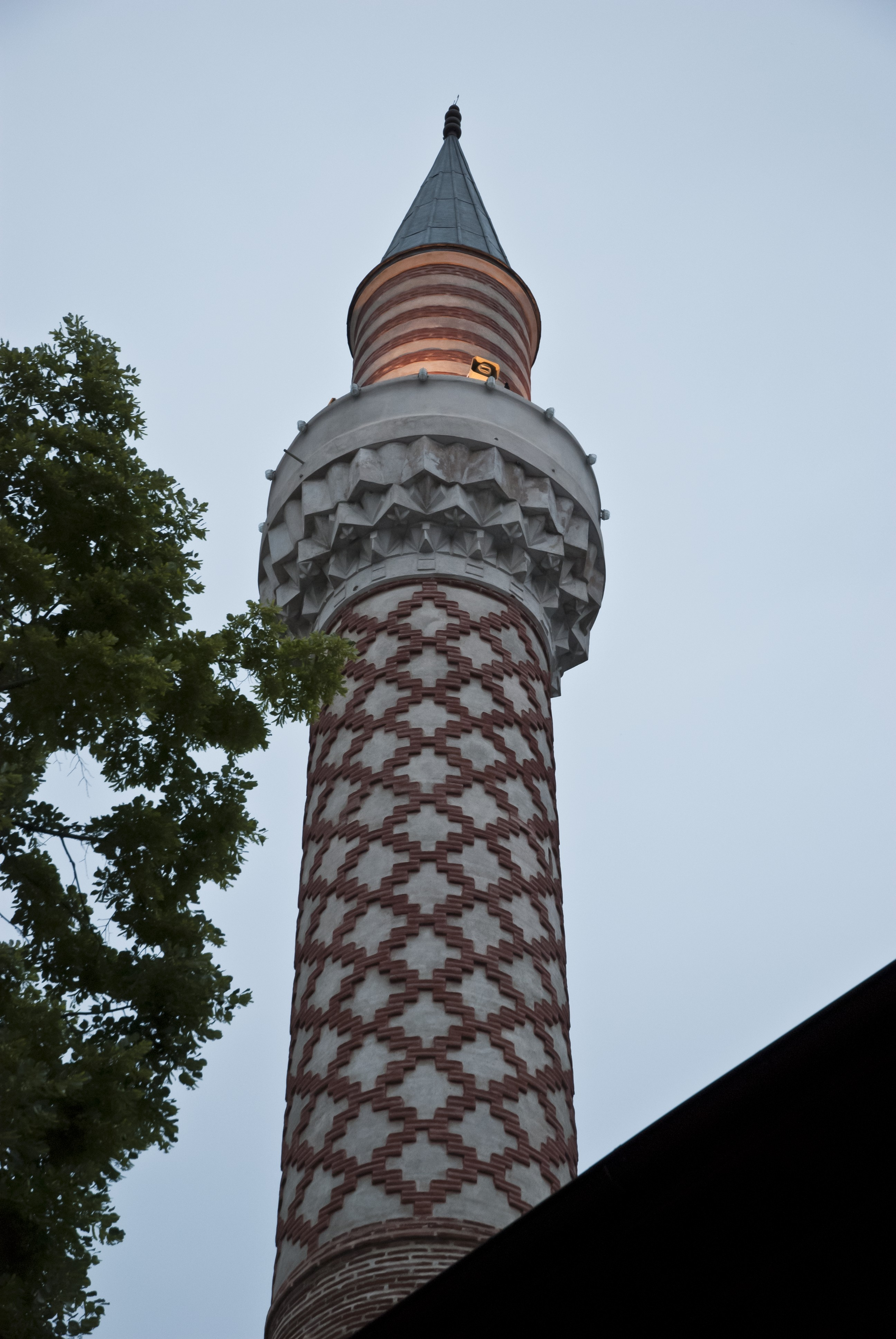
Minarett der Dschumaja-Moschee

### Parkanlagen

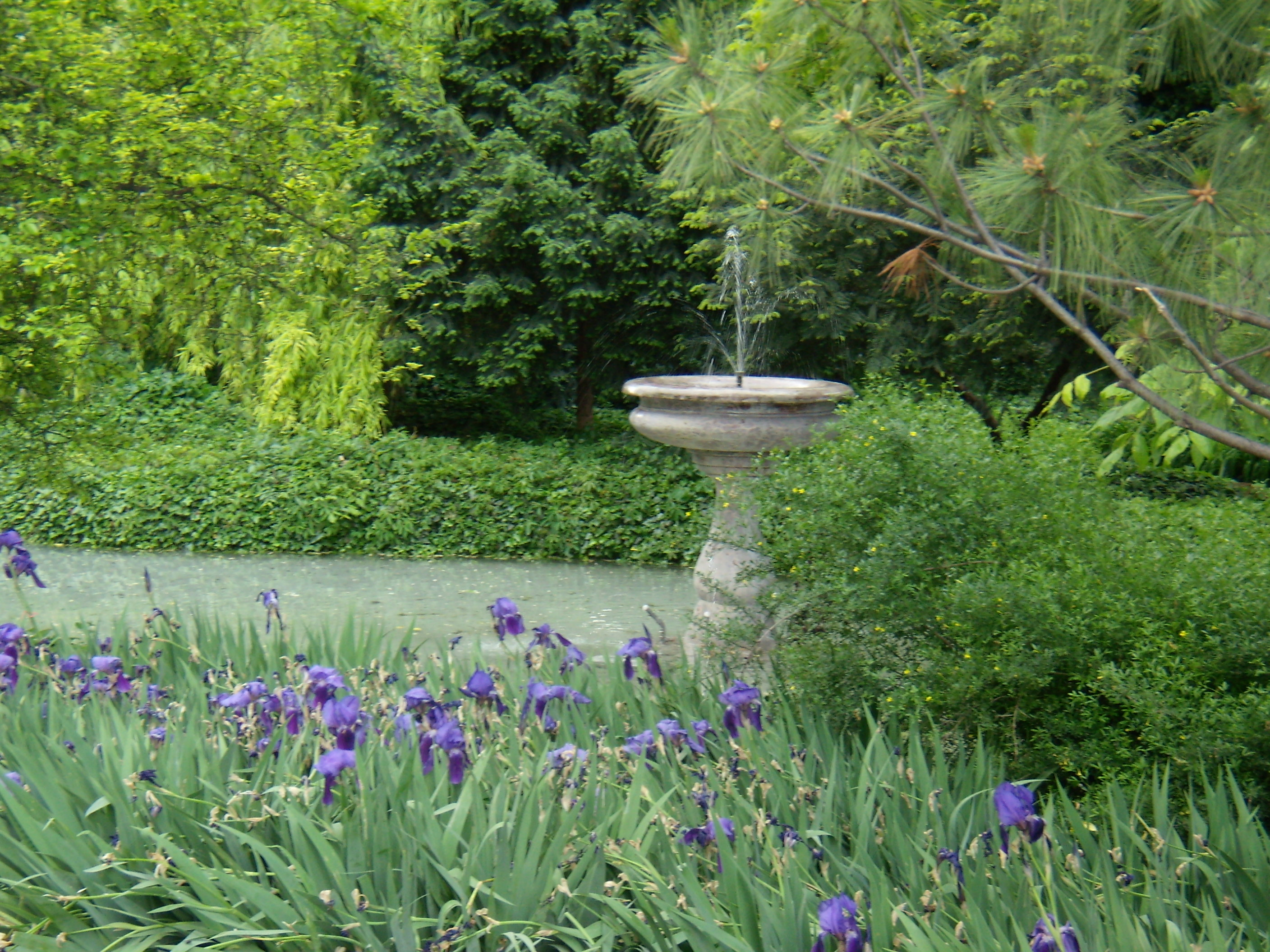
Der Zar-Simeons-Garten

Die zentralen Zar-Simeons-Garten und Dondukow-Garten wurden vom Schweizer Lucien Chevallaz nach der Befreiung Bulgariens angelegt.
Inmitten weiträumiger Grünanlagen am Ufer der Mariza befinden sich ein Zoologischer Garten, der größte Ruderkanal Bulgariens mit einer der größten Spannbandbrücken der Welt sowie die Internationale Messe mit ihren Parks.

### Denkmal
Auf dem Hügel Bunardschik befindet sich das Denkmal des sowjetischen Soldaten „Aljoscha“.

## Sport
Wichtige Fußballvereine der Stadt sind Botew Plowdiw (mit der Heimstätte Christo-Botew-Stadion) und Lokomotive Plowdiw sowie FK Mariza Plowdiw und Spartak Plowdiw.
Der Plowdiw-Sport-Komplex beinhaltet neben dem Ruderkanal das Stadion Plowdiw, Tennisplätze sowie verschiedene weitere Sportanlagen.

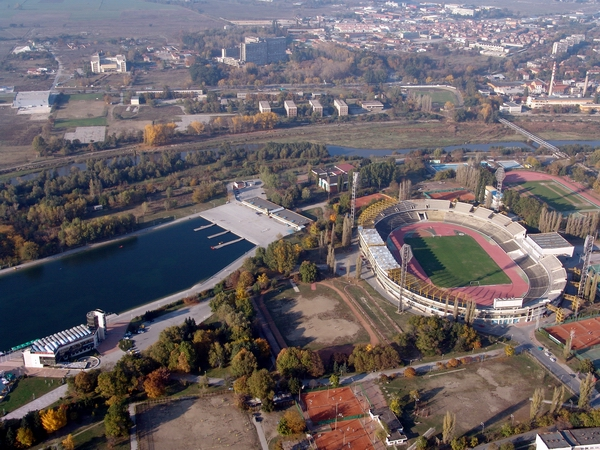
Der Plowdiw-Sport-Komplex von oben